# Pinheiro Atlético Clube
Pinheiro Atlético Clube é um clube brasileiro de futebol, da cidade de Pinheiro, no estado do Maranhão.

## História
O clube foi fundado no dia 1º de abril de 1989 e jogou o Campeonato Maranhense de Futebol de 1989 a 1993, obtendo sua melhor colocação em 1992, quando terminou o estadual na 3ª colocação. Licenciou-se em 1994, retornando em 2016 jogando o Campeonato Maranhense de Futebol - Segunda Divisão e perdendo a final pro Americano.
Em 2017, o clube jogou a Segunda Divisão, terminando o campeonato na lanterna.
Em 2018, o clube conseguiu o título invicto do Campeonato Maranhense de Futebol de 2018 - Segunda Divisão após vencer a final contra o Chapadinha Futebol Clube. Assim, conquistando o acesso pra elite do Campeonato Maranhense de Futebol. Após o término do Campeonato Maranhense de Futebol - Segunda Divisão, a equipe disputa a Copa FMF 2018 e chega à final, sendo vice-campeão para o Maranhão.
No ano de 2019, disputou o Campeonato Maranhense de Futebol e ficou na 5º colocação.

## Estatísticas

### Participações
|  | Participações em 2025 |

| Competição | Competição            | Temporadas | Melhor campanha           | Estreia | Última | P | R |
| Maranhão   | Campeonato Maranhense | 11         | 3º colocado (1993 e 2021) | 1989    | 2025   |   | 1 |
| Maranhão   | Segunda Divisão       | 3          | Campeão (2018)            | 2016    | 2018   | 1 |   |
| Maranhão   | Copa FMF              | 4          | Vice-campeão (2018)       | 2018    | 2022   |   |   |

## Títulos
| Estaduais | Estaduais                               | Estaduais | Estaduais  |
|           | Competição                              | Títulos   | Temporadas |
| --------- | --------------------------------------- | --------- | ---------- |
|           | Campeonato Maranhense - Segunda Divisão | 1         | 2018       |